# 12인의 하숙생
"12인의 하숙생"은 1979년에 개봉한 대한민국의 영화이다.

## 캐스팅
- 유장현
- 오혜진
- 김순철
- 박원숙
- 이영하
- 고아라
- 이승현
- 김경란
- 김진
- 장순자
- 김민규
- 남수정
- 윤일봉
- 도금봉
- 이경희